# دفتر حسابداری
دفاتر اصلی حسابداری که مورد قبول اداره دارایی می‌باشد شامل دفتر روزنامه و دفتر کل می‌باشد.
اطلاعات مالی به صورت روزانه از تراز و اسناد حسابداری به دفتر روزنامه و معمولاً به صورت هفتگی از دفتر روزنامه به دفتر کل منتقل می‌شود.

## انواع دفتر حسابداری
- دفاتر تجارتی
- دفتر کل[۲][۳]
- دفتر روزنامه[۴]
- دفتر معین
- دفتر تفصیلی
- دفتر دارائی

دفاتر حسابداری علاوه بر موارد ذکر شده شامل دفاتر دیگری نیز می‌باشد اما به‌طور کل و عامیانه از این دفاتر نام برده می‌شود. به زودی نرم افزارهای حسابداری تایید شده جایگزین دفاتر قانونی کاغذی خواهند شد.